# Carlos Alberto Contreras Caño
Carlos Alberto Contreras Caño (Manizales, Caldas, 11 de desembre de 1973) va ser un ciclista colombià, professional del 1995 al 2003. Del seu palmarès destaca una victòria d'etapa al Giro d'Itàlia i la classificació final a la Volta a Colòmbia de 1999.

## Palmarès
- 1996
  - Vencedor d'una etapa a la Volta a Colòmbia
- 1999
  - 1r a la Volta a Colòmbia i vencedor d'una etapa
- 2001
  - Vencedor d'una etapa del Giro d'Itàlia
- 2003
  - 1r a la Volta a Antioquia i vencedor d'una etapa

### Resultats a la Volta a Espanya
- 1997. 15è de la classificació general

### Resultats al Tour de França
- 1998. Abandona (10a etapa)
- 1999. 19è de la classificació general
- 2000. Abandona (10a etapa)

### Resultats al Giro d'Itàlia
- 2001. 8è de la classificació general. Vencedor d'una etapa
- 2002. No surt (3a etapa)